# Ersdalens naturreservat
Ersdalens naturreservat är ett naturreservat på nordvästra Hönö i Öckerö socken/Öckerö kommun i södra Bohuslän. I naturreservatet finns omfattande klapperstensfält. Strandlinjen är sönderskuren av vikar och uddar och är utsatt för vindar och salt från Kattegatt som ligger öppet utanför. Naturen domineras av rishedar och lavhedar men artrikedomen är stor p.g.a. skalgrus i marken. Fågelrikedomen är stor. Naturreservatet inrättades 1999 och består av omkring 529 hektar på land och i havet, inklusive mindre skär. Området förvaltas av Öckerö kommun.

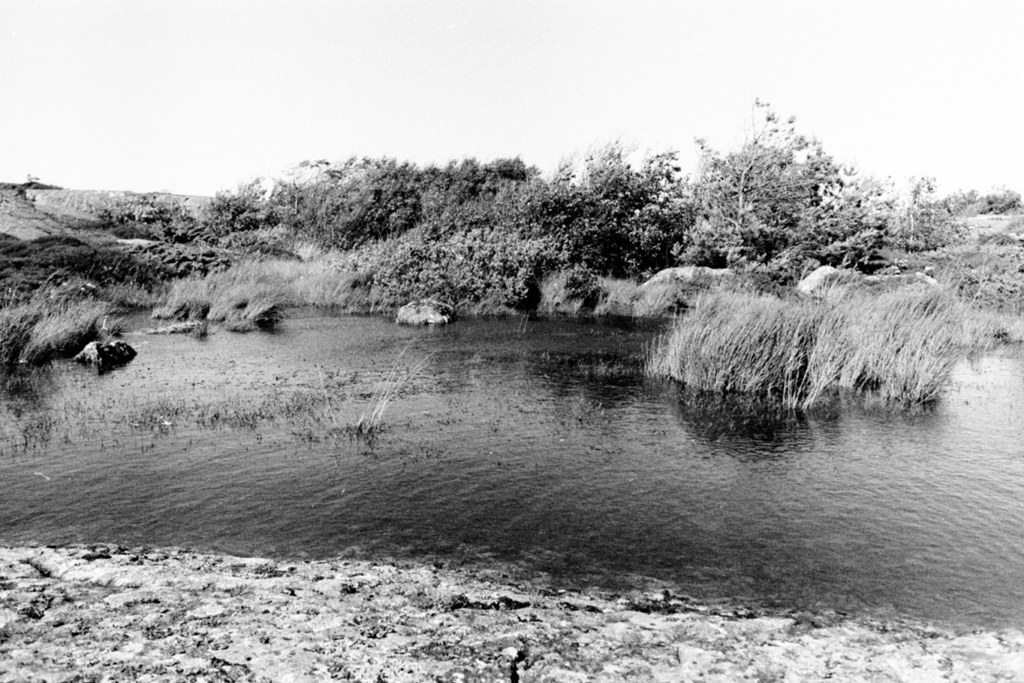
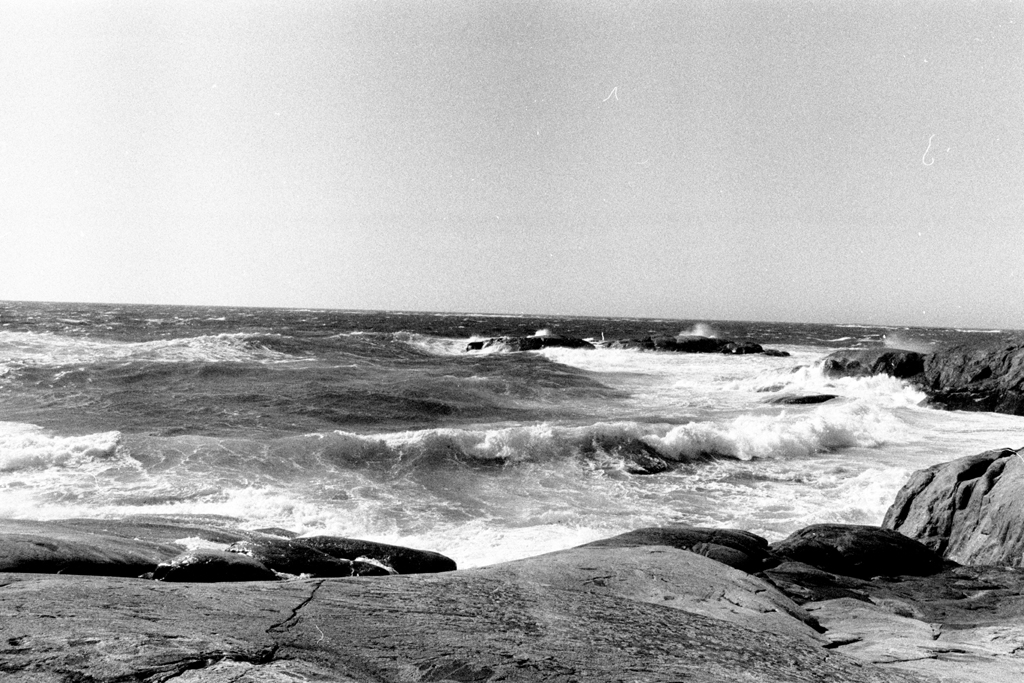
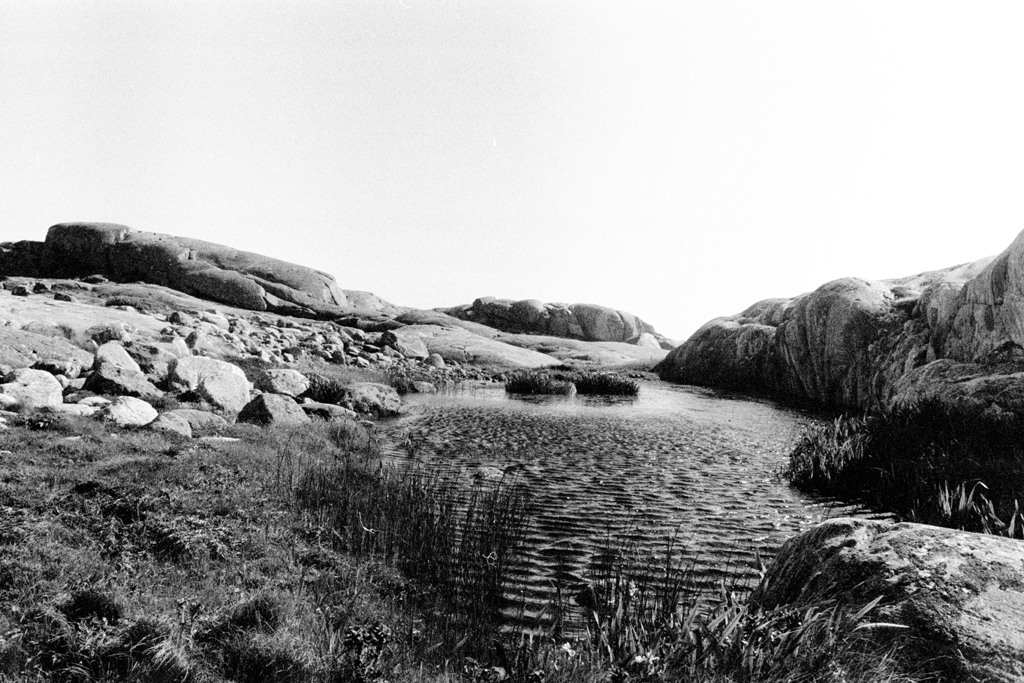
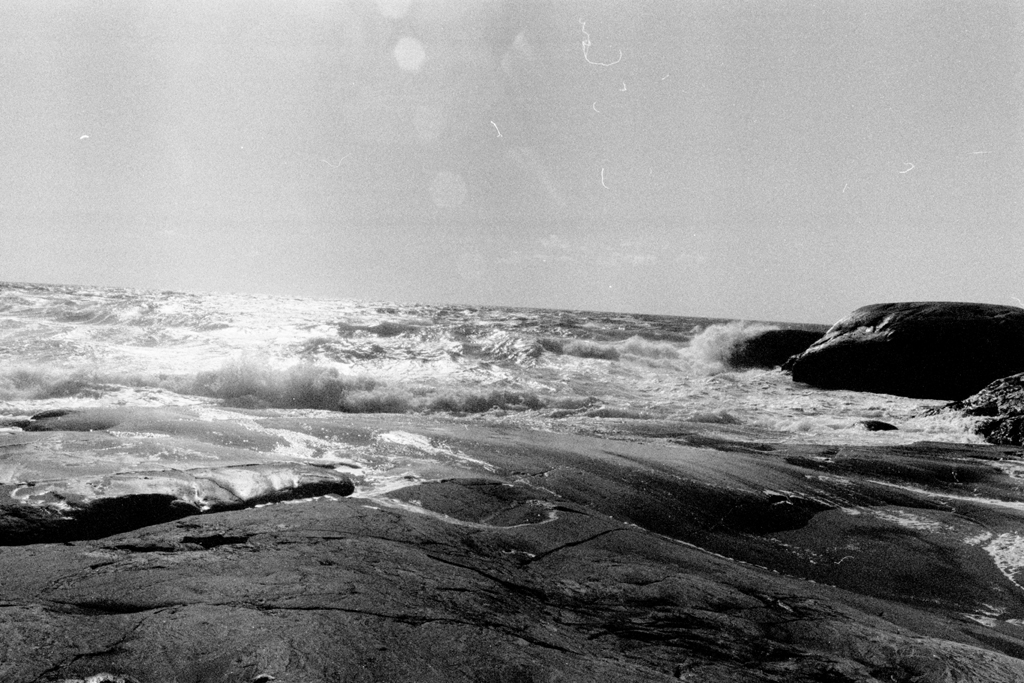
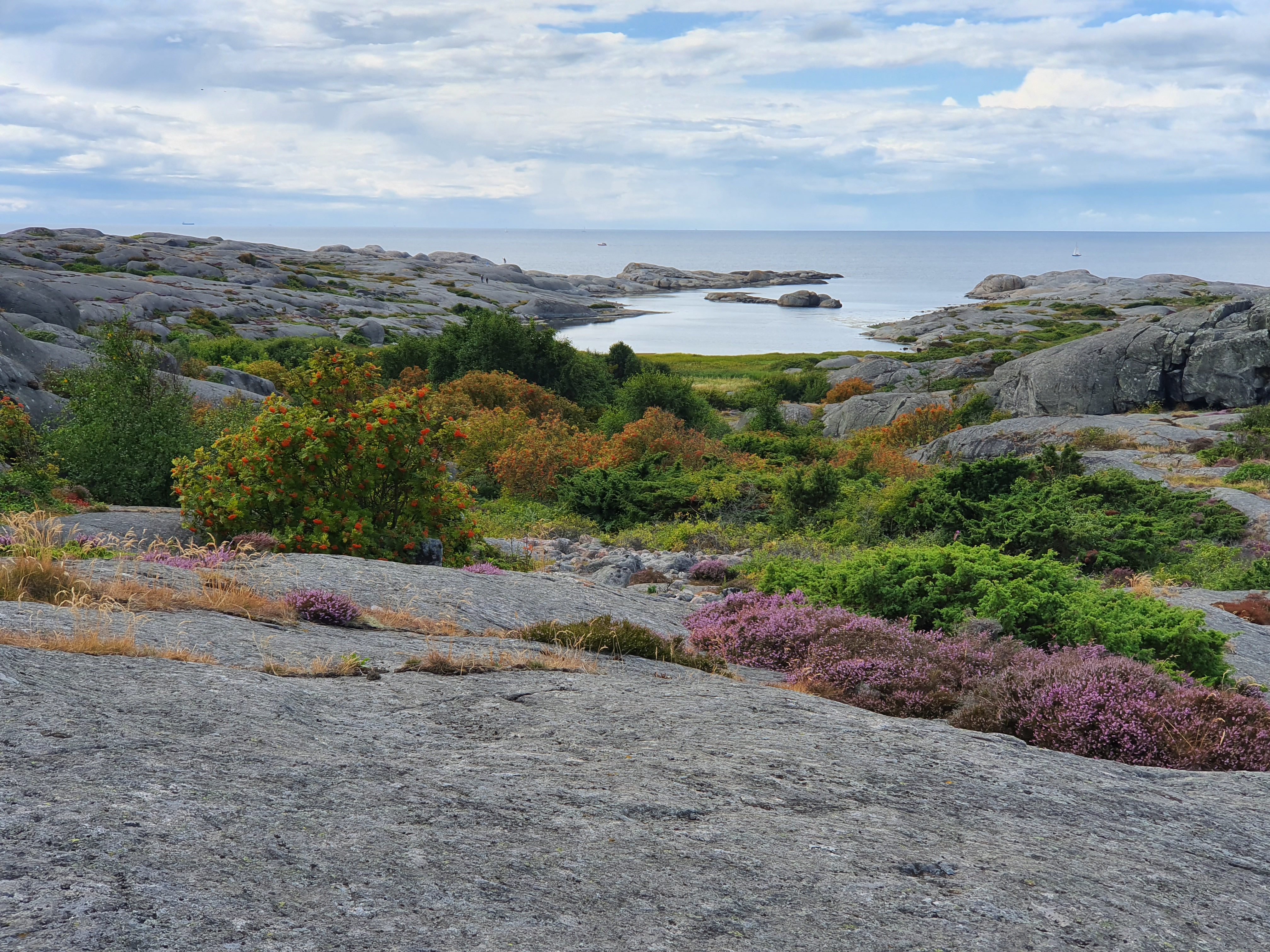
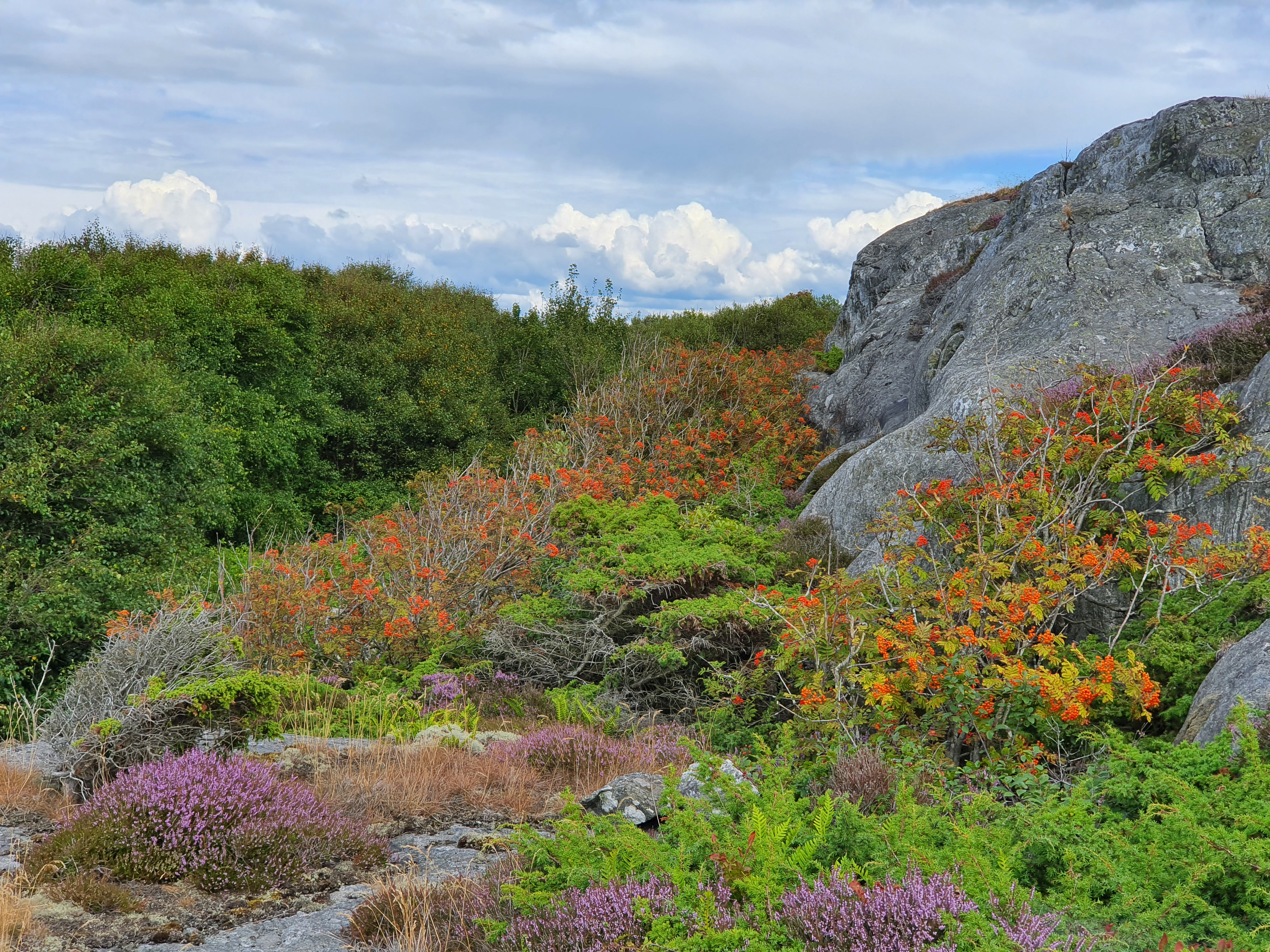